# 490 av. J.-C.
Cette page concerne l'année 490 av. J.-C. du calendrier julien proleptique.

## Événements
- Septembre : début des guerres médiques entre Grecs et Perses (fin en 479 av. J.-C.).
  - Datis, le chef de la flotte perse s'empare de Naxos, qui est incendiée et dont la population est réduite en esclavage. Les autres îles des Cyclades se rallient aux Perses, qui débarquent à Carystos, au sud de l’Eubée, qui résiste, puis se soumet après le siège de la ville et le saccage de son territoire. Érétrie, menacée, demande l’aide d’Athènes qui envoie les 4 000 clérouques (colons athéniens) de Chalcis. Les Erétriens, divisés, les renvoient finalement, et capitulent au bout de six jours de siège. La ville est pillée, ses temples incendiés et sa population emmenée en captivité[1].
  - Datis débarque ensuite dans la baie de  Marathon. Il semble qu'il compte sur l'aide des partisans de la tyrannie car l'ancien tyran Hippias, réfugié à Sigée, était devenu vassal de Darius Ier et avait encore des partisans dans Athènes[1].
  - Le stratège Miltiade, décide Callimaque le Polémarque à voter pour la bataille alors que les stratèges hésitaient sur la stratégie à suivre[1].
  - 13 septembre : Miltiade, à la tête de dix mille Athéniens et 600 Platéens, rejette l’armée perse, supérieure en nombre (25 000 hommes), à la mer à la bataille de Marathon[2]. 6 400 combattants perses sont tués, pour 192 grecs. Hippias, qui participait à l’expédition avec les Perses, meurt à Lemnos pendant la retraite[3].
  - L'amiral perse Datis rembarque ses troupes et tente le siège de Phalère mais une marche forcée de Miltiade l'oblige à se retirer[4].
  - Darius Ier médite probablement une nouvelle offensive quand éclate une révolte en Égypte qui le force à différer ses projets contre la Grèce[4].
- 13 septembre : début à Rome du consulat de Q. Sulpicius Camerinus Cornutus et Sp. Larcius Flavus (Rufus) II[5].

- Conflit entre Athènes et Égine (fin en 481 av. J.-C.)[6].

## Naissances en 490 av. J.-C.
- Phidias, sculpteur grec à Athènes.

## Décès en 490 av. J.-C.
- Démarate, roi de Sparte.
- Hippias, ancien tyran d'Athènes, mort à Lemnos en combattant dans les rangs des Perses.
- Lao Zi (Lao Tseu, né v. −590, dates incertaines), philosophe chinois, auteur supposé du Livre de la Voie et de la Vertu et figure emblématique du taoïsme qui condamne les progrès techniques et les institutions, qui asservissent l’homme et dégradent ses vertus naturelles.